# Cephalophus nigrifrons
O bâmbi-de-testa-negra ou bâmbi-de-fronte-negra (Cephalophus nigrifrons) é um pequeno antílope encontrado na África Central com populações isoladas no Quênia, em Angola e em países vizinhos.